# 사이언스
《사이언스》(Science)는 미국과학진흥회(American Association for the Advancement of Science)에서 발간하는 과학 학술지이다. 약 13만명이 구독하고 있으며, 기관 가입과 온라인 구독을 고려하면 실제 독자는 백만 명 가량일 것으로 추측된다.

## 역사
1880년에 뉴욕의 저널리스트 존 마이클에 의해 창간되었다. 당초 토머스 에디슨, 나중에는 그레이엄 벨의 자금 지원이 있었다. 1880년에 그레이엄 벨은 인간의 목소리 녹음 및 재생에 대한 연구를 본지에 발표했다. 그러나 충분한 가입자를 얻지 못했고, 때문에 1882년 3월 휴간했다. 1883년에 사무엘 허버드 스커더에 의해 재개되어 AAAS를 포함한 미국의 저명한 학회 회의에 대해 기사를 게재하여 어느 정도 성공을 거뒀지만 자금난에 의해 1894년 500달러에 제임스 매킨 카텔에게 매각되었다.
카텔은 1900년에 미국 과학 진흥 협회와 협력 관계를 구축했으며 협회의 정기 간행물이 되었다. 20세기 초에 있어서는 토머스 헌트 모건의 유전자 연구와 알버트 아인슈타인의 중력 렌즈 연구, 에드윈 허블의 은하에 관한 논문이 게재되어 잡지의 평가를 높였다. 1944년, 카텔의 사망 이후로 잡지의 발행 권한은 미국 과학 진흥 협회로 옮겨졌다.
카텔 사후 일관된 편집자는 잠시 정해지지 않았지만, 1956년에 그레이엄 더쉬엔이 편집장으로 취임했다. 1962년부터 1984년까지 물리학에서 넵투늄 발견으로 알려진 필립 아벨슨이 편집장을 지냈다. 아벨슨은 심사 과정의 효율성을 개선하고 현재 출판 방식을 정착시켰다. 그 동안, 아폴로 계획에 관련된 논문이나 에이즈의 초기보고가 게재되었다.
1985년부터 1995년까지 생화학자 다니엘 코슈랜드 2세가 편집장을 지냈다. 1995년부터 2000년까지는 신경 과학자 플로이드 E. 블룸이 뒤를 이었다. 2000년에는 생물학자 도널드 케네디가 편집장으로 취임, 2008년 3월에는 생화학자 브루스 앨버츠가 뒤를 이었다.

## 같이 보기
- 《네이처》